# Тирлянское водохранилище
Тирлянское водохранилище (баш. Тирлән һыу һаҡлағысы, Тирлянский пруд) — искусственный водоём в Башкирии, Россия, образованный на реке Тирлян в результате строительства плотины. Создано водохранилище для нужд рекреации, рыборазведения, противопаводковой защиты, энергетики. Площадь составляет 129,3 га. Высота над уровнем моря — 535 м.
Несмотря на скромные водосборные площади реки, данное водохранилище известно своим губительным прорывом 7 августа 1994 года. Этот нештатный сброс 8 600 000 м³ воды до сих пор относят к одним из самых губительных по последствиям в Российской Федерации. В результате этой аварии в зоне затопления оказались 4 населённых пункта, были разрушены полностью 85 домов, 200 домов частично разрушены, погибли 29 человек, 786 человек остались без крова.